# Lorenzago di Cadore
Lorenzago di Cadore és un municipi italià de la província de Belluno, regió del Vèneto, amb 556 habitants. S'estén sobre una superfície de 27 km² i limita amb Domegge di Cadore, Forni di Sopra, Lozzo di Cadore i Vigo di Cadore.

## Llengua
La llengua oficial, administrativa i escolar és la llengua italiana. Tot i això, la majoria de la població municipal parla lorenzaghese, un dialecte cadorino que ha aconseguit preservar el dur i fresc alè alpí del passat a través de les diverses influències dels segles. Reconegut gràcies a la legislació sobre minories lingüístiques històriques, està protegit segons la llei nacional 482/99.
El lorenzaghese és un dialecte ladí. Les principals característiques del lorenzaghese són:
- La palatalització de "ca", "ga" amb resultat: "cia", "gia".

- El manteniment del final "-s" de sortida antiga en les formes verbals de la segona persona del singular i en els plurals sigmàtics.

- La velarització de / l / (> / u /) abans de consonant.
- La diftongació d'«è» neollatina en posició.
- El final en "òu", de participis passats de verbs de la primera conjugació.
- La distinció entre nominatiu i acusatiu en forma de pronoms de subjecte en primera i segona persona en singular (ió i tū en nominatiu en contraposició amb el mi i ti venecià, tant en nominatiu com en acusatiu).

Aquests fenòmens fonètics són característics dels dialectes ladins.

## Evolució demogràfica
| Gràfica d'evolució demográfica de Lorenzago di Cadore entre 1861 i 2011 |
|                                                                         |